# Схолтен, Арнольд
Арнольд Схолтен (нидерл. Arnold Scholten; 5 декабря 1962, Хертогенбос, Нидерланды) — нидерландский футболист, полузащитник.

## Клубная карьера
Профессиональную карьеру начал в клубе «Ден Босх», за который выступал с 1983 по 1986 год и провёл 74 матча в чемпионате Нидерландов, в которых забил 10 голов. Летом 1986 года подписал контракт с амстердамским «Аяксом». В составе клуба стал обладателем Кубка обладателей кубков УЕФА и Кубка Нидерландов 1987 года, а в сезоне 1989/90 стал чемпионом страны. После окончания сезона Схолтен покинул «Аякс» и перешёл в роттердамский «Фейеноорд». За 5 лет в «Фейеноорде» провёл за команду 165 матчей и забил 20 голов в чемпионате страны, выиграл 4 национальных кубка, стал чемпионом и обладателем Суперкубка Нидерландов. В 1995 году игрок вернулся в «Аякс», где провёл ещё два сезона, выиграл своё третье чемпионство, а также дошёл с «Аяксом» до финала Лиги чемпионов 1995/96. В финальном матче Схолтен появился на поле на 67-й минуте при счёте 1:1, с которым и закончилось основное и дополнительное время матча. В серии послематчевых пенальти он реализовал свой удар, однако это не помогло команде и «Аякс» уступил «Ювентусу» в серии пенальти со счётом 2:4.
Летом 1997 года отправился в Японию, где стал игроком местного клуба «ДЖЕФ Юнайтед Итихара Тиба», за который сыграл 48 матчей и забил 2 гола в чемпионате Японии. После завершения сезона 1998 в Японии, Схолтен вернулся в клуб «Ден Босх», где провёл 2.5 сезона и завершил карьеру после сезона 2000/01.
После окончания игровой карьеры работал тренером юношеских команд в клубах «Валвейк», «Фейеноорд» и «Ден Босх».

## Достижения
«Аякс» Амстердам
- Чемпион Нидерландов (2): 1989/90, 1995/96
- Обладатель Кубка Нидерландов: 1986/87
- Обладатель Суперкубка Нидерландов: 1995
- Финалист Лиги чемпионов УЕФА: 1995/96
- Обладатель Суперкубка УЕФА: 1995
- Обладатель Кубка обладателей кубков УЕФА: 1986/87

«Фейеноорд»
- Чемпион Нидерландов: 1992/93
- Обладатель Кубка Нидерландов (4): 1990/91, 1991/92, 1993/94, 1994/95
- Обладатель Суперкубка Нидерландов: 1991

«Ден Босх»
- Победитель Первого дивизиона Нидерландов (2): 1998/99, 2000/01